# تربیم
تربیوم (Terbium) از عنصرهای شیمیایی جدول تناوبی است. نشانه کوتاه آن Tb و عدد اتمی آن ۶۵ است.
خواص فیزیکی عنصر تربیوم:
- عدد اتمی: ۶۵
- جرم اتمی: ۹۲۵۴/۱۵۸
- نقطه ذوب: C° ۱۳۵۶
- نقطه جوش: C°۳۲۳۰
- شعاع اتمی :Å ۲٫۵۱
- ظرفیت: ۳
- رنگ: سفید نقره ای
- حالت استاندارد: جامد

1. ↑  Meija, J.;  et al. (2016). "Atomic weights of the elements 2013 (IUPAC Technical Report)". شیمی محض و کاربردی(نشریه). 88 (3): 265–91. doi:10.1515/pac-2015-0305.
2. ↑  Yttrium and all lanthanides except Ce, Pm, Eu, Tm, Yb have been observed in the oxidation state 0 in bis(1,3,5-tri-t-butylbenzene) complexes, see Cloke, F. Geoffrey N. (1993). "Zero Oxidation State Compounds of Scandium, Yttrium, and the Lanthanides". Chem. Soc. Rev. 22: 17–24. doi:10.1039/CS9932200017.